# Cayetano María Cazón
Cayetano María Cazón (nacido en Buenos Aires en el año 1803 y fallecido en la misma ciudad en 1894) fue un político y filántropo argentino que se desempeñó en dos oportunidades como Jefe de Policía de Buenos Aires. Entre sus acciones más recordadas ejerciendo ese cargo se encuentra la formación del primer cuerpo estable de bomberos con los que contó la ciudad. 
A lo largo de su extensa vida pública se desempeñó además como edil de la Municipalidad de la Ciudad de Buenos Aires en distintos períodos, fue colaborador de la Sociedad de Beneficencia de Buenos Aires (durante años presidida por su esposa, María Antonia Beláustegui Rodriguez), directivo del Asilo de Ancianos de Recoleta y uno de los fundadores, en 1852, del Club del Progreso.

## Información biográfica
Fue hijo de Joaquín María Gonzalez Cazón y María Rafaela Pereyra Lucena. Tratándose de las segundas nupcias de su padre,  Cayetano poseía seis hermanastros apellidados Cazón Ferreyra. A su vez, entre sus siete hermanos es posible encontrar a Vicente Cazón (quien fuera vicegobernador de la Provincia de Buenos Aires) y Joaquín María Cazón, poderoso hacendado y uno de los fundadores del pueblo de Saladillo (Buenos Aires).
Entre su círculo de amistades destacaron el pintor Prilidiano Pueyrredón, Emilio Castro (quien lo sucedería en la jefatura policial en el año 1857), Carlos Casares y Mariano Drago.

## Primer período como Jefe de Policía de Buenos Aires.
Su primera actuación pública al frente de la Policía estuvo enmarcada por la inestabilidad política creada a partir de la secesión de Buenos Aires del resto de la república agrupada bajo el gobierno de la Confederación Argentina.
Fue nombrado para desempeñar tal función el día 22 de agosto de 1853 por el entonces gobernador de la Provincia de Buenos Airres, Pastor Obligado. Una de sus primeras medidas fue proponer el cambio de nombre del Mercado del Oeste, situado en Plaza Miserere, por el de Once de Septiembre, en recuerdo de la revolución que los porteños llevaran adelante el 11 de septiembre de 1852 contra el gobierno provisorio que respondía a Justo José de Urquiza. Aún hoy, esa zona de la ciudad de Buenos Aires es conocida como  “Plaza Once” aunque su nombre oficial nunca dejó de ser Miserere.  
Durante sus años al frente de la institución policial resaltan dos hechos. El primero de ellos fue el juicio contra los integrantes de La Mazorca, formación armada que respondiera al depuesto Juan Manuel de Rosas y caídos en desgracia luego de la Batalla de Caseros. El segundo, ya en 1855, fue la celebración del primer censo de la ciudad de Buenos Aires, para el cual la policía debió impartir y hacer cumplir órdenes a la totalidad de la población. Las mismas se relacionaban con la prohibición de circulación de más de cinco personas juntas, el cierre de locales y la permanencia en los domicilios para facilitar la tarea de los censistas.
El 11 de octubre de 1854, fue creada (entre otras), la Municipalidad de la Ciudad de Buenos Aires por medio de la Ley de Municipalidades aprobada en la legislatura provincial. Aunque aún faltarían varios años para que esta lograra una operatividad plena, la aparición de una corporación municipal permitió a la fuerza policial comenzar a descargarse de un sinnúmero de tareas que en nada se relacionaban con la seguridad pública y que empero estaban en sus manos desde la desaparición de los Cabildos en el año 1821 por obra de las reformas rivadavianas. Así, y hasta entonces, la policía debía velar por el abastecimiento de los mercados, el control de pesos y medidas, la fiscalización de obras públicas y privadas, etc. 
Ese mismo año, y raíz del paso de varios prófugos de la justicia uruguaya a la ciudad de Buenos Aires, Cazón fue invitado por el jefe policial de Montevideo, José G. Palomeque, a mantener comunicaciones reservadas entre ambos para colaborar ante circunstancias semejantes. Esta circunstancia sería tomada años después como antecedente para la firma del Convenio de Extradición entre Argentina y Uruguay de 1865, curiosamente cuando volviera a estar al frente de la Policía.  
Por último, y ante el crecimiento en población y extensión del ejido de la ciudad, dispuso aumentar a 13 la cantidad de comisarías existentes. A poco de vencer el mandato de Pastor Obligado, Cazón presentó la renuncia a su cargo el día 1 de mayo de 1857 siendo reemplazado por Emilio Castro.

## Segundo período como Jefe de Policía de Buenos Aires.
Así como su primera actuación coincidió con los años de separación de Buenos Aires del resto del país, su segundo período coincide con la caída del gobierno de la Confederación y la reunificación del país bajo el gobierno de Bartolomé Mitre y la elección de este como presidente para el período 1862-1868. 
Designado por Mitre en su rol de Gobernador de la Provincia de Buenos Aires, asumió por segunda vez el cargo el mismo 3 de junio de 1860, reemplazando a Rafael Trelles. Luego de la Batalla de Pavón y el fin del gobierno nacional encabezado por Santiago Derqui, Mitre fue reconocido por el resto de las provincias como “encargado del poder ejecutivo nacional”. En los hechos el gobierno de Buenos Aires pasó a manos de manera interina a Manuel Ocampo, quien confirmó en su cargo a Cazón.
Otra circunstancia que resulta útil para contextualizar su actuación fue la sanción de la llamada “Ley de Compromiso o de Residencia” sancionada el 3 de octubre de 1862. Por medio de esta, la Provincia de Buenos Aires le cedía al gobierno nacional por el término de 5 años la jurisdicción de la ciudad de Buenos Aires. La ley, fruto de un acuerdo político tras el fracaso de Mitre en transformar a la ciudad en Capital Federal por la negativa de la provincia, pasaba a la órbita del gobierno central tanto la Municipalidad como la Policía. A partir de ese momento y hasta 1867, los gastos y sueldos policiales pasaron a depender de la Nación. En buena medida, los pocos avances en materia de equipamiento y personal registrados aquellos años se explican a partir de la crónica escasez de recursos del naciente estado nacional, circunstancia agravada a partir de 1865 por el ingreso de la Argentina a la Guerra de la Triple Alianza.
Repitiendo una medida que ya llevara adelante en su primer mandato, Cazón aumentó a 17 las comisarías de la ciudad, descentralizando en ellas el servicio de caballería que hasta ese momento (1864), estaba concentrado en el Departamento de Policía. 
Por insistencia de Cazón, el gobernador Ocampo había dispuesto hacia fines de 1861 que el Juez de Paz del barrio de Barracas Norte organizara un grupo de vecinos idóneos para el manejo de una bomba de agua que se le asignara para combatir los incendios. Los magros resultados de esta medida y de otras similares que se tomaban para el combate del fuego decidirían a Cazón a enviarle una extensa nota a la Municipalidad de la Ciudad de Buenos Aires exigiendo que asumiera su responsabilidad (detallada en la ya mencionada Ley de Municipalidades) de organizar un cuerpo de bomberos. Estas desavenencias con la administración local no le impedirían ser elegido “municipal” (cargo similar al que antaño desempeñaban los concejales y actualmente los legisladores porteños) en distintos períodos ya fuera de su cargo de jefe policial. Así, se lo puede ver en 1858 siendo electo por la Parroquia de La Concepción y en 1872 por la de Montserrat. 
Sus reiterados reclamos para organizar un cuerpo especialmente preparado para luchar contra el fuego fueron desoídos, por lo que en 1866 destinaría 10 Vigilantes con la función exclusiva de atender los numerosos siniestros que aquejaban a la ciudad. Se trató entonces, del primer equipo profesional de bomberos con los que contó Buenos Aires.
En 1867 logró desarticular con éxito el capítulo bonaerense de una serie de levantamientos que pasaron a la historia como la revolución de los colorados, último intento de los líderes federales del interior por evitar el centralismo porteño. En la ocasión fueron detenidos Eduardo Conesa y veinticinco de sus seguidores. Ya hacia fines de ese año venció el lapso establecido por la Ley de Compromiso y tanto la Policía como la Municipalidad volvieron a jurisdicción provincial. El 19 de noviembre de 1867 presentó al gobernador Adolfo Alsina su renuncia. En su reemplazo sería nombrado Don Enrique O'Gorman.

## Actuación como filántropo. Fallecimiento.
Merece ser destacada su actuación como miembro de diversas entidades filantrópicas y de beneficencia que en la época cubrían las necesidades de los miembros más desfavorecidos de la sociedad. Sus preocupaciones en esta dirección ya habían sido vistas en 1865 cuando aún estando a cargo de la jefatura policial costeó de su propio patrimonio el reemplazo de la vieja lápida que cubría la tumba del General Manuel Belgrano en el atrio de la Iglesia de Santo Domingo. La misma perduraría allí hasta el traslado de los restos del creador de la Bandera Nacional a su actual monumento funerario. 
En 1871 fue miembro de la comisión encargada de la construcción de un edificio para niños huérfanos que se alzaría en los terrenos entonces llamados “de la convalecencia”, actual barrio de Barracas. En 1875 apadrinó e inauguró junto a Monseñor Aneiros la primera Iglesia de San Cayetano (Buenos Aires), ya entonces ubicada en su actual emplazamiento del barrio de Liniers. En 1878 se desempeñó como presidente del consejo de administración del Monte de la Piedad, entidad dedicada al préstamo y pignoración a muy bajas tasas. Finalmente, y ya siendo octogenario, fue directivo y miembro del consejo de administración del Asilo de Ancianos de Recoleta. 
Esta sería se última actuación pública, falleciendo en la Ciudad de Buenos Aires en 1894. Sus restos descansan junto a otros miembros de su familia, en un panteón del Cementerio de la Recoleta.